# ПАК біля мису Казантип
Прибережний аквальний комплекс біля мису Казантип — гідрологічна пам'ятка природи місцевого значення, розташована біля села Мисове Ленінського району АР Крим. Створена відповідно до Постанови ВР АРК № 97 від 22 грудня 1972 року.

## Загальні відомості
Землекористувачем пам'ятки є Казантипський природний заповідник, площа — 240 гектарів. Розташована біля села Мисове Ленінського району.
Охоронна зона пам'ятки природи «Прибережний аквальний комплекс біля мису Казантип» встановлена з метою захисту особливо охоронюваної природної території від несприятливих антропогенних впливів.

## Опис
Мис має дуже незвичайну форму, науковою мовою форма мису Казантип — брахіантикліналями (яйцеподібна опукла вгору складка) з пологим нахилом пластів на крилах. На поверхні ядра казантипської складки розташовані найбільш древні породи цього району — глини сарматського ярусу, самі крила складки складені молодшими верхнесарматськими — ніжньомеотичними відкладеннями з рифами вапняків. Мис складний переважно мшанковими вапняками, карбонатними осадовими породами, в основному це міцно зцементовані скелети морських тварин — мшанки Membranipora Lapidoza. У верхній частині Казантипу вапняки, у яких багато магнію — частина кальциту заміщена доломітом складають кільцеву гряду, від якої зовнішнім схилом мисом відходять бічні пасма, як величезні деревні коріння, що радіусами відгалужуються від стовбура. Простір між бічними пасмами вапняків зайнято глинами і мергелями. Узбережжя Казантипу надзвичайно порізане. Поверхня багатьох зовнішніх схилів є складним чергування карстових вирв, тріщин, хаотичного нагромадження скель. Невеликі бухти обмежені вапняковими обривами, що переходять у степ. Казантип виник унаслідок підняття морського дна в сарматські та меотичні століття, будучи до цього островом в океані, яким були також нинішні Азовське і Чорне моря. Коли Казантип був островом, на схилах під водою росли корали, які в міру підняття острова відмирали і перетворювалися на вапнякову породу. Процеси вивітрювання та ерозії сформували так званий «котел» у центрі, а завдяки морю утворився перешийок із материком.

## Галерея

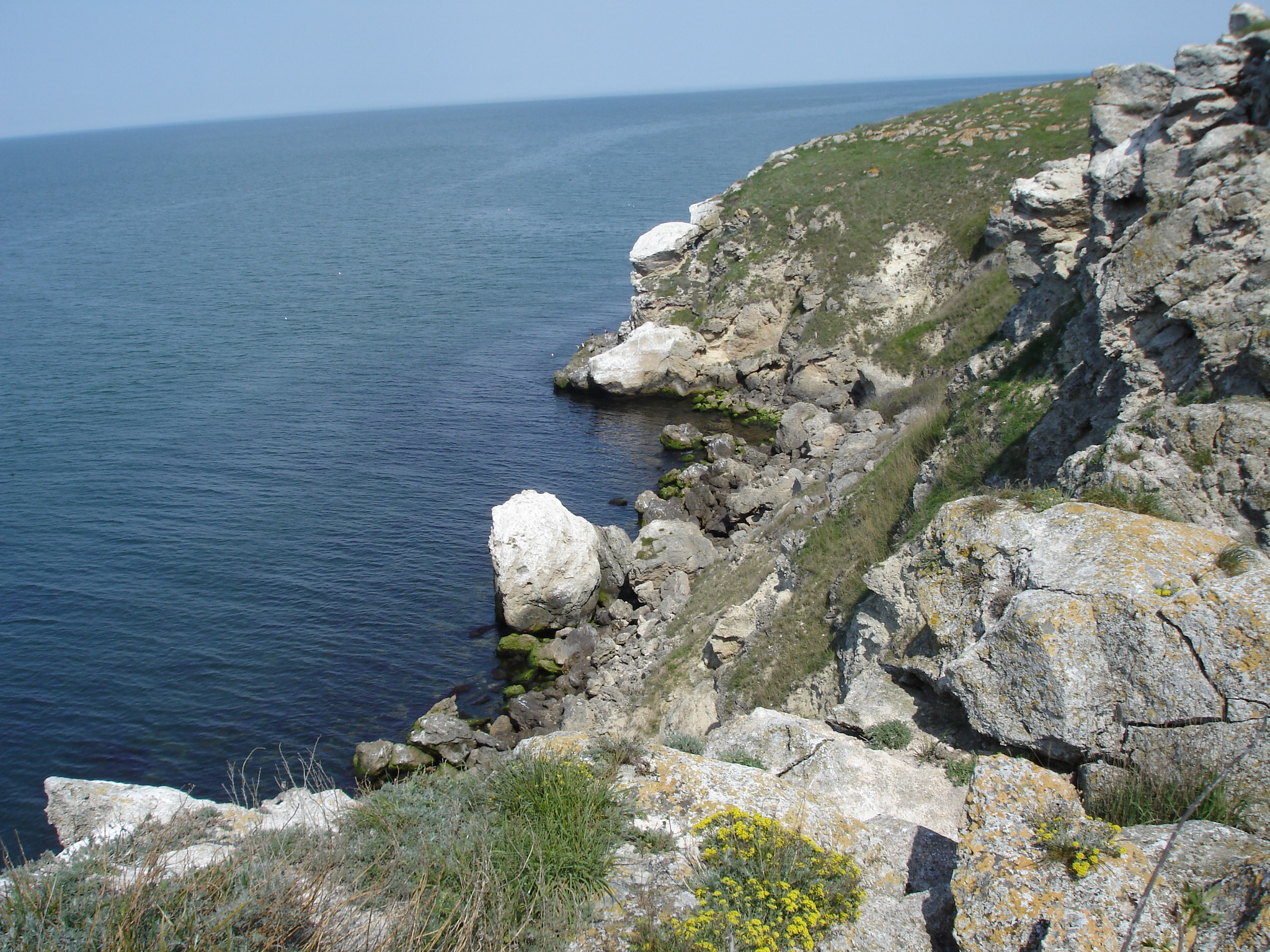
Біля мису Казантип. Квітень 2007 р.
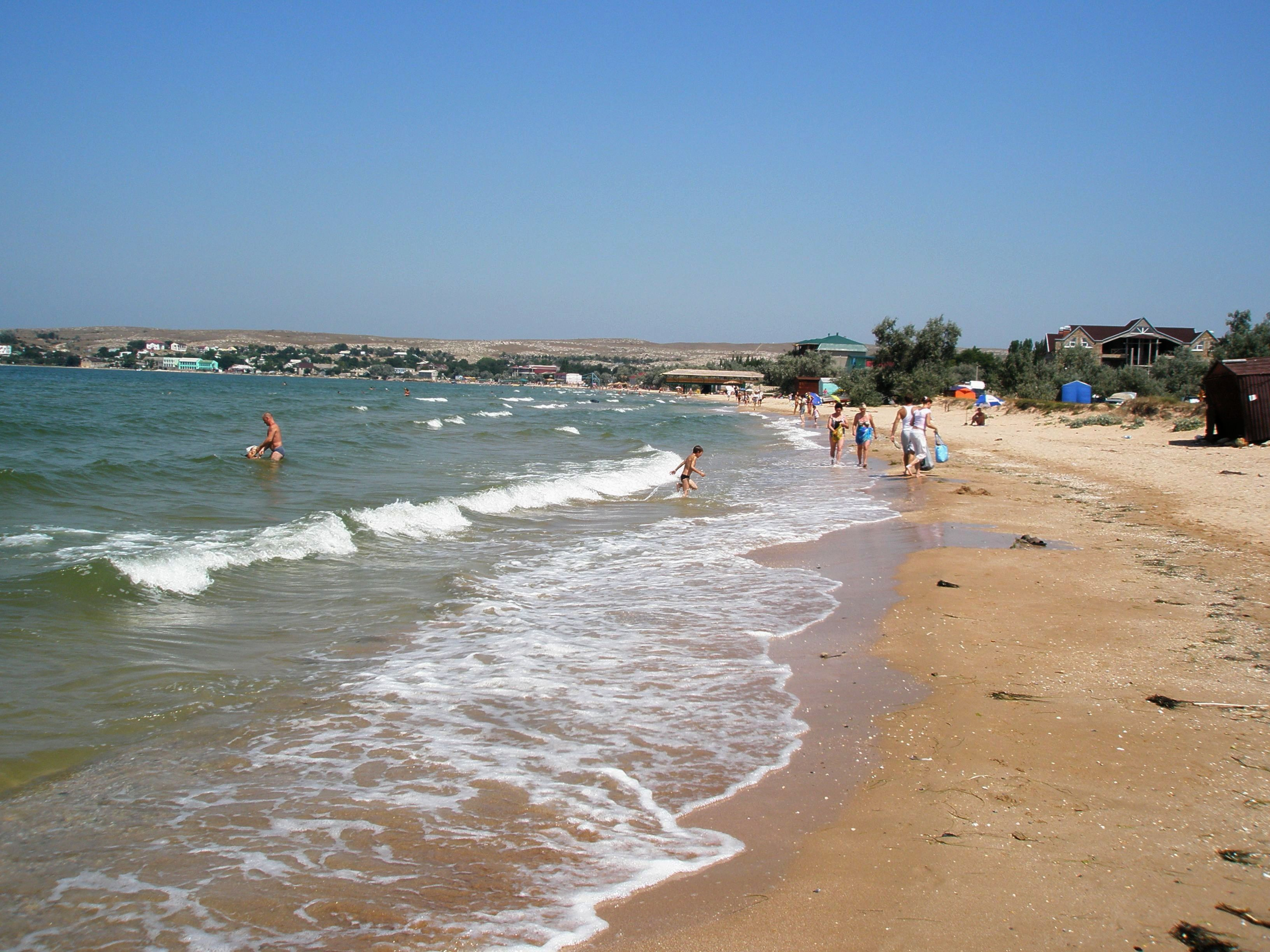
ПАК біля мису Казантип, Ленінський р-н, с. Мисове.Казантип
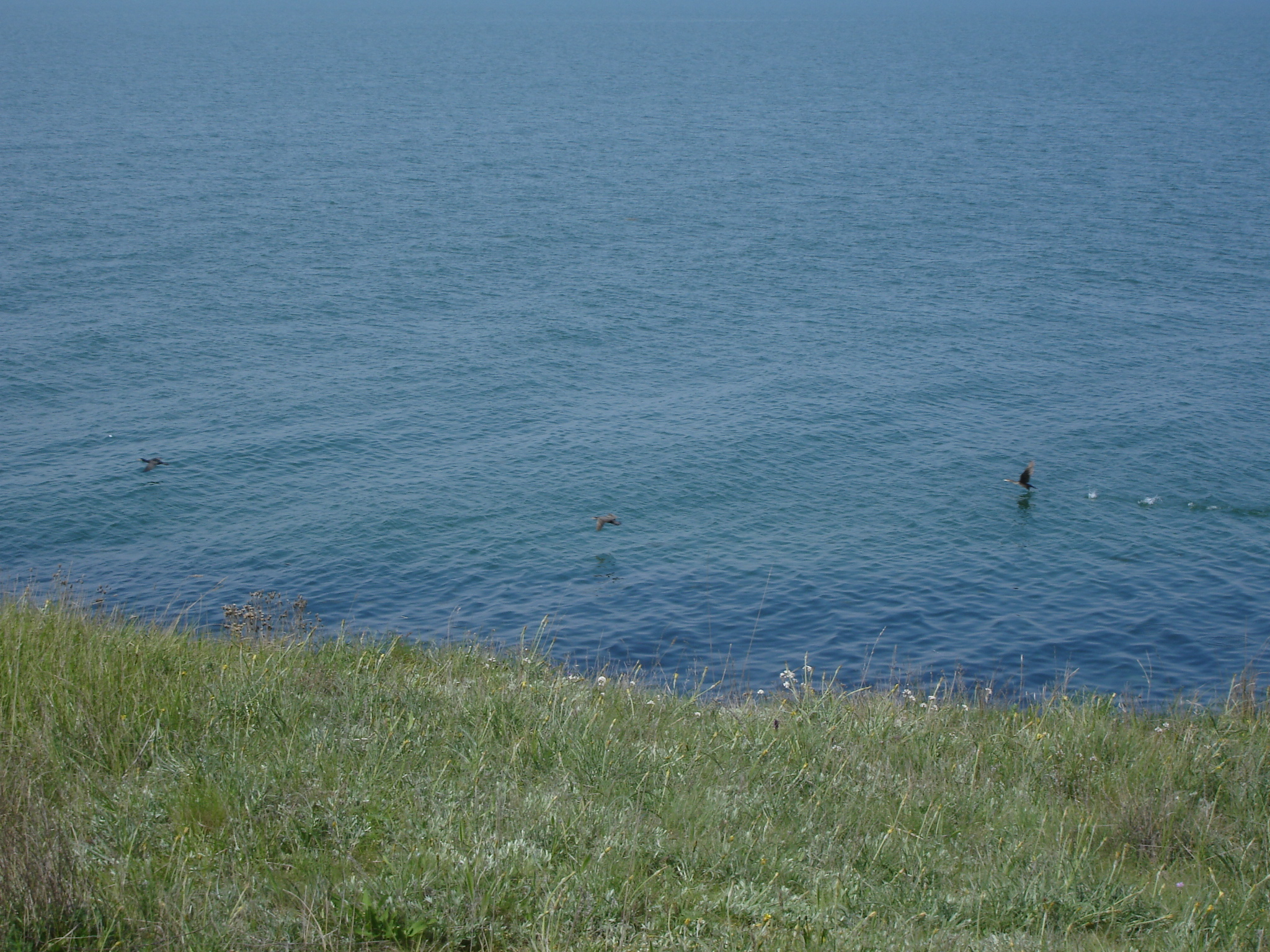
Узбережжя мису Казантип у квітні 2007 р.